# Crazy (dal)
A Crazy Willie Nelson egy dala, amelyet a country énekesnő Patsy Cline tett népszerűvé 1961-ben. Patsy Cline kislemeze a második helyet érte el a Billboard Hot Country Singles-en, és top 10-es kislemezként is felkerült a popslágerlistákra.
Cline verziója country zenei szabványnak számít, és 1996-ban minden idők legtöbbet játszott zeneszáma lett a az Amerikai Egyesült Államokban. Különböző változatai sokféle műfajban jutottak fel a slágerlistákra. A dal televíziós műsorokban is  szerepelt. Sok kiadvány felvette minden idők legjobb dalainak listájára. A Kongresszusi Könyvtár (az Amerikai Egyesült Államok nemzeti könyvtára) Patsy Cline verzióját 2003-ban felvette a National Recording Registry-be.

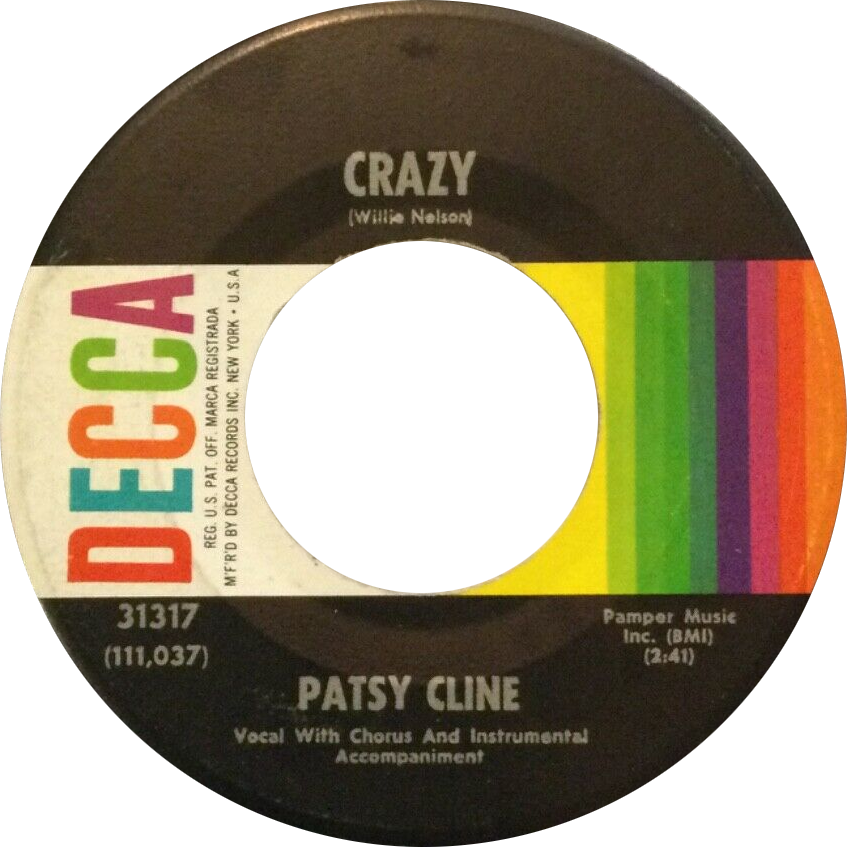

## Híres felvételek
- Patsy Cline
- Linda Ronstadt
- Willie Nelson
- Gnarls Barkley
- Colleen Peterson
- Julio Iglesias
- LeAnn Rimes
- Andrea Motis[1]
- Daniela Andrade
- Angela Ricci
- Christina Aguilera
- Nathan Ball
- DJ Goja
- Emrah Turkan
- Natalie Jane

## Díjak
- Billboard Hot Country Singles − és top 10-es kislemezként is felkerült a popsláger listákra.